# Gare de Mouroux
Gare de Mouroux vasútállomás Franciaországban, Mouroux településen.

## Vasútvonalak
Az állomást az alábbi vasútvonalak érintik:
- Gretz-Armainvilliers-Sézanne-vasútvonal

## Kapcsolódó állomások
A vasútállomáshoz az alábbi állomások vannak a legközelebb:
- Gare de Faremoutiers - Pommeuse (Paris Gare de l’Est, Line P)
- Gare de Coulommiers (Gare de Coulommiers, Line P)